# Pillerburk

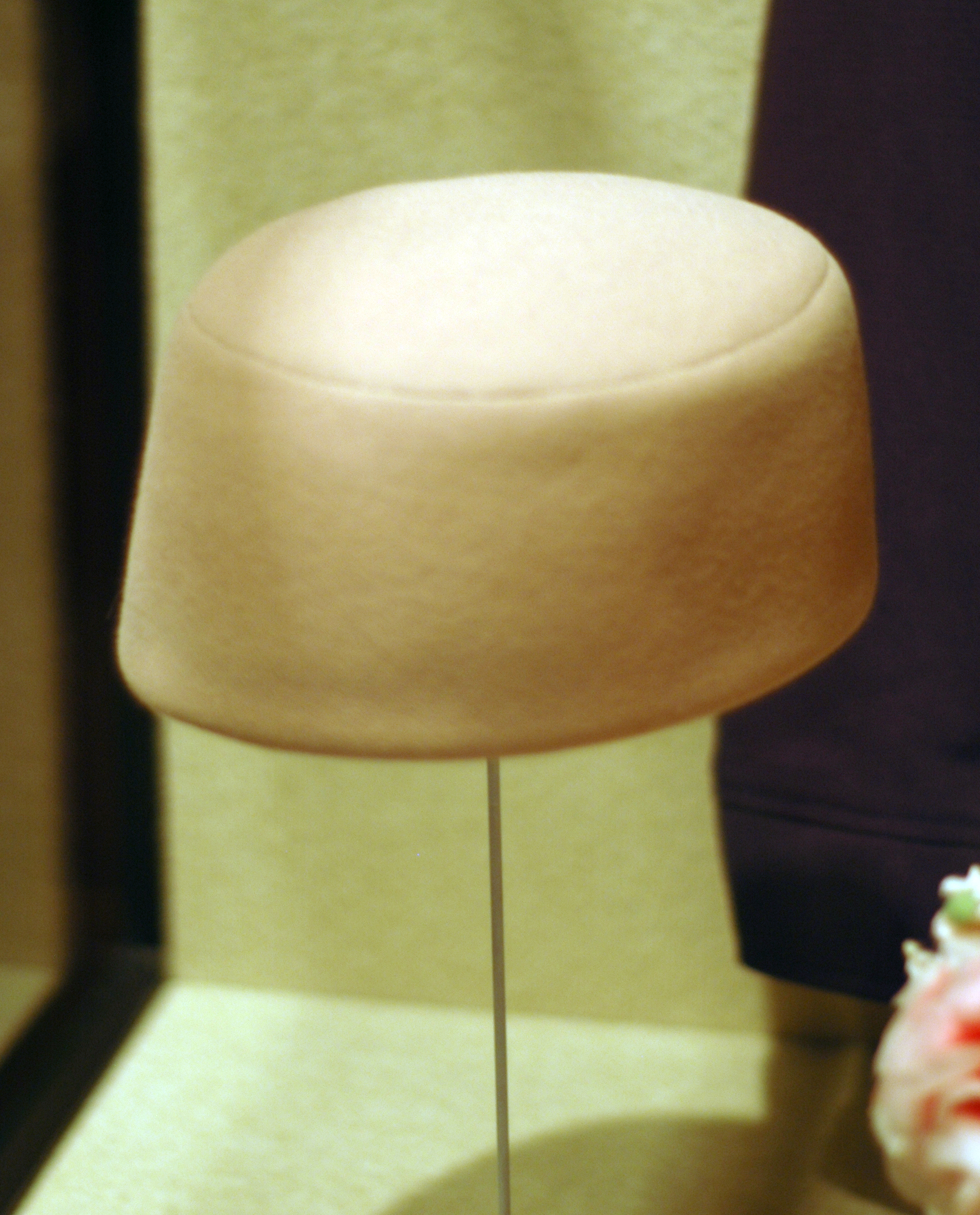
Pillerburk.

Pillerburk (engelska: pillbox hat) är en liten damhatt utan brätte. Under 1960-talet var pillerburkar populära och bars bland annat av Jackie Kennedy. Pillerburkshattar omnämns i Bob Dylans låt "Leopard-Skin Pill-Box Hat" från hans album Blonde on Blonde (1966).

## Militär användning och ursprung
Pillerburkshattar har varit vanliga inom bland annat brittisk militär tradition, ofta kompletterad med ett fästband runt hakan. Hattypen kan än idag ses i ceremoniella sammanhang. Royal Military College of Canada har en pillerburkshatt i sin uniform. En liknande modern hatt, känd som en kilmarnock, är baserad på den traditionella huvudbonaden hos i princip alla brittiska gurkharegementen. Under den senare delen av antiken användes pillerburkshattar – då benämnda som pileus eller pannonisk mössa av soldater inom det Romerska riket.
Pillerburkshatten utgår från två äldre begrepp med snarlikt utseende. Engelskans pillbox, en (ofta rund) burk för piller, är belagt i språket tidigast 1730. Under första världskriget byggdes en mängd små kulsprutenästen, med rund form och platt tak, som också fick namnet pillboxes. Pillbox som benämning på en hatt är belagt sedan 1958, det vill säga två år innan Jackie Kennedys make kom att vinna det amerikanska presidentvalet.